# Frida Bettingen
Frida Bettingen (* 5. August 1865 in Ronneburg; † 1. Mai 1924 in Jena; geborene Frida Reuter) war eine deutsche Schriftstellerin (expressionistische Lyrikerin).

## Leben und Wirken
Frida Bettingen wurde als Tochter des Finanzrats Karl Reuter in Ronneburg im Herzogtum Sachsen-Altenburg geboren. 1885 heiratete sie den promovierten Gymnasiallehrer Franz Bettingen. Im gleichen Jahr starb ihr Vater, zwei Jahre später ihr Zwillingsbruder. Aus ihrer Ehe gingen zwei Töchter und ein Sohn hervor. Die Familie lebte 24 Jahre bis zum Tod von Franz Bettingen in Krefeld, danach zog sie nach Jena. Dort studierte Bettingens Sohn Philologie. Er starb 1914 im Ersten Weltkrieg, was bei Frida Bettingen zu schwerwiegenden psychischen Problemen führte. Ab 1917 hielt sie sich mehrmals in Sanatorien auf. 1923 wurde sie in eine psychiatrische Klinik eingewiesen. Zwischen diesen Aufenthalten war es ihr jedoch möglich, ein weitgehend normales Leben zu führen. Sie schrieb Gedichte, wobei die Inspiration dazu hauptsächlich aus ihrer Trauer und Verzweiflung als Mutter entsprang. Erst mit diesem Spätwerk nahm sie, gefördert von Wilhelm Schäfer, an der expressionistischen Bewegung teil.
1919 erschien ihr erster Gedichtband Eva und Abel. Kriegsjahr 1918, den Müttern zugeeignet. mit einem Vorwort von Schäfer. Darin überführte sie Aspekte ihres eigenen Lebens in das biblische Thema von Eva, die um ihren Sohn Abel trauert. Bettingen zeigte hier bereits Originalität bei Rhythmus und Strophenform, die sich in ihren späteren Gedichten noch weiter ausprägte.
Nachdem Bettingens zweiter Band Gedichte von mehreren Verlegern abgelehnt worden war, vermittelte ihn Schäfer an den seine Werke publizierenden Verlag Georg Müller. Er erschien im Winter 1921 als einmalige Auflage von 620 Exemplaren mit Geleitwort von Schäfer und einer Abbildung von Frida Bettingen. Der Band enthält ein Gedicht von 1897, während die anderen während des Krieges oder danach entstanden. Viele weisen keine feste Strophenform auf.
Frida Bettingen starb mit 58 Jahren in Jena. Ihr dritter Gedichtband Himmelsbürde erschien posthum in der Zeitschrift Das Gedicht. Blätter für die Dichtung  von Heinrich Ellermann. Ihr Nachlass wird vom Deutschen Literaturarchiv Marbach aufbewahrt.
Der deutsche Literaturwissenschaftler Walter Falk veröffentlichte am 22. November 1957 eine zweibändige Dissertation mit dem Titel Schmerz und Wort: Eine Studie über Frida Bettingen als Dichterin des Schmerzes. Er ordnete Bettingers Gedichte dem Expressionismus zu.

## Werke
- Eva und Abel. Kriegsjahr 1918, den Müttern zugeeignet. Bagel, Düsseldorf 1919.
- Gedichte. Georg Müller, München 1922 (online, PDF).
- Himmelsbürde. In: Das Gedicht. Blätter für die Dichtung Jahrgang 4, Folge 2, Verlag Heinrich Ellermann, Hamburg 1937.